# Danh sách cuộc viếng thăm Việt Nam của tổng thống Hàn Quốc

Huy hiệu của Tổng thống Hàn Quốc

Tổng thống Hàn Quốc thăm Việt Nam là các chuyến thăm hoặc làm việc của các Tổng thống Hàn Quốc đến Việt Nam vào những thời điểm, hoàn cảnh khác nhau, với những chính thể và những chuyến đi đó cũng có những mục đích làm việc, tác động khác nhau đến Việt Nam và mối quan hệ Việt Nam - Hàn Quốc. Tính đến tháng 6 năm 2023, đã có 8 vị Tổng thống Hàn Quốc với 11 lần viếng thăm Việt Nam.

## Tổng quan
| STT | Tổng thống                      | Hình ảnh                    | Thời gian                   | Điểm đến                      | Ảnh               | Ghi chú                                               |
| --- | ------------------------------- | --------------------------- | --------------------------- | ----------------------------- | ----------------- | ----------------------------------------------------- |
| 1   | Lee Sung-man (Lý Thừa Vãn)      |                             | Tháng 11 năm 1958           | Sài Gòn                       |                   | Thăm Việt Nam Cộng hòa                                |
| 2   | Kim Young-sam (Kim Vịnh Tam)    |                             | 20 tháng 10 năm 1996        | Hà Nội                        |                   | Tổng thống Hàn Quốc đầu tiên đến thăm CHXHCN Việt Nam |
| 3   | Kim Dae-jung (Kim Đại Trung)    |                             | 16 đến 17 tháng 12 năm 1998 | Hà Nội                        |                   | Tham dự Hội nghị Cấp cao ASEAN 6                      |
| 4   | Roh Moo-hyun (Lô Vũ Huyền)      |                             | 10 đến 12 tháng 10 năm 2004 | Hà Nội, Thành phố Hồ Chí Minh |                   | Tham dự ASEM 5                                        |
| 4   | Roh Moo-hyun (Lô Vũ Huyền)      | 12 đến 14 tháng 11 năm 2006 | Hà Nội                      |                               | Tham dự APEC 2006 |                                                       |
| 5   | Lee Myung-bak (Lý Minh Bác)     |                             | 20 đến 22 tháng 10 năm 2009 | Hà Nội                        |                   |                                                       |
| 5   | Lee Myung-bak (Lý Minh Bác)     | 28 đến 31 tháng 10 năm 2010 | Hà Nội                      |                               | Tham dự EAS V     |                                                       |
| 6   | Park Geun-hye (Phác Cận Huệ)    |                             | 7 đến 11 tháng 9 năm 2013   | Hà Nội, Thành phố Hồ Chí Minh |                   |                                                       |
| 7   | Moon Jae-in (Văn Tại Dần)       |                             | 10 đến 11 tháng 11 năm 2017 | Đà Nẵng                       |                   | Tham dự APEC 2017                                     |
| 7   | Moon Jae-in (Văn Tại Dần)       | 23 đến 24 tháng 3 năm 2018  | Hà Nội                      |                               |                   |                                                       |
| 8   | Yoon Suk-yeol (Doãn Tích Duyệt) |                             | 22 đến 24 tháng 6 năm 2023  | Hà Nội                        |                   |                                                       |

## Chi tiết

### Lee Sung-man
Giai đoạn diễn ra chiến tranh Việt Nam vào cuối thập niên 1950 (thế kỷ 20), quan hệ giữa Tổng thống Việt Nam Cộng hòa Ngô Đình Diệm và Tổng thống Hàn Quốc Lee Sung-man khá thân thiết. Tháng 9 năm 1957, Ngô Đình Diệm thăm Hàn Quốc. Đáp lại, tháng 11 năm 1958, Lee Sung-man đến thăm Việt Nam Cộng Hòa.
Liên quan: Ngày 6 tháng 11 năm 1958, trong buổi tiệc chiêu đãi tại dinh Gia Long, Lee Sung-man nói rằng tổ tiên ông xưa là người Việt. Báo chí tại Sài Gòn và phương Tây thời điểm đó đưa tin rất nhiều về sự kiện này. Lee Sung-man còn nhờ Ngô Đình Diệm tìm hậu duệ họ Lý và Ngô Đình Diệm đã cử thẩm phán Lý Quốc Sỉnh qua Hàn Quốc để tìm dòng dõi họ Lý Việt Nam.

### Kim Young-sam
Chiều 20 tháng 11 năm 1996, Tổng thống Hàn Quốc Kim Young-sam và phu nhân đã tới Hà Nội, bắt đầu chuyến thăm hữu nghị chính thức Việt Nam trong 3 ngày theo lời mời của chủ tịch nước Lê Đức Anh. Đây là chuyến thăm Việt Nam đầu tiên của Tổng thống Hàn Quốc kể từ khi Cộng hòa Xã hội chủ nghĩa Việt Nam và Đại Hàn Dân Quốc thiết lập quan hệ ngoại giao vào tháng 12 năm 1992 và nằm trong khuôn khổ chuyến công du ba nước Việt Nam, Philippines (để tham dự Hội nghị APEC 1996) và Malaysia.
Cùng đi còn với ông còn có Bộ trưởng thương mại-công nghiệp và năng lượng, Trợ lý Chủ tịch Đảng Hàn Quốc tự do (mà tổng thống Kim Young Sam là chủ tịch), trợ lý kinh tế của tổng thống, đại sứ Hàn Quốc tại Việt Nam Kim Bong Kyu cùng phu nhân và đoàn doanh nghiệp tháp tùng theo.

### Roh Moo-hyun

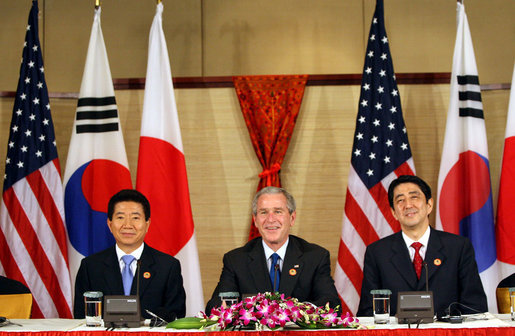
Tổng thống Roh Moo-hyun tại Hội nghị APEC 2006

#### Lần thứ nhất
Nhận lời mời của chủ tịch nước Trần Đức Lương, Tổng thống Hàn Quốc Roh Moo-hyun và phu nhân đã thăm chính thức Việt Nam từ ngày 10 đến 12 tháng 10 năm 2004. Đây là chuyến thăm Việt Nam đầu tiên của Tổng thống Roh Moo-hyun kể từ khi ông nhậm chức năm 2003. Tổng thống Roh Moo-hyun đã thăm Hà Nội và Thành phố Hồ Chí Minh.

#### Lần thứ hai
Hội nghị Cấp cao APEC lần thứ 14 được tổ chức từ ngày 12 đến 14 tháng 11 năm 2006 tại Hà Nội, Việt Nam. Tổng thống Hàn Quốc Roh Moo-hyun đến Việt Nam tham dự hội nghị này.

### Lee Myung-bak

#### Lần thứ nhất
Nhận lời mời của chủ tịch nước Nguyễn Minh Triết và phu nhân, Tổng thống Hàn Quốc Lee Myung-bak và phu nhân đã bắt đầu chuyến thăm chính thức Việt Nam từ ngày 20 đến 22 tháng 10 năm 2009. Đây là chuyến thăm Việt Nam đầu tiên của Tổng thống Lee Myung-bak sau khi nhậm chức tháng 2 năm 2008 và là chuyến thăm Việt Nam thứ tư của Tổng thống Hàn Quốc.
Sáng 21 tháng 10, lễ đón chính thức Tổng thống Lee Myung-bak đã được tổ chức trọng thể tại Phủ Chủ tịch theo nghi thức đón nguyên thủ quốc gia. Sau lễ đón, Chủ tịch nước Nguyễn Minh Triết đã tiến hành hội đàm với Tổng thống Lee Myung-bak. Trước đó, Tổng thống Lee Myung-bak đã tới đặt vòng hoa tại Lăng Chủ tịch Hồ Chí Minh.
Tổng thống Hàn Quốc Lee Myung-bak đã chào xã giao Tổng Bí thư Nông Đức Mạnh. Thủ tướng Nguyễn Tấn Dũng đã hội kiến với Tổng thống Hàn Quốc Lee Myung-bak.

#### Lần thứ hai
Hội nghị cấp cao Đông Á lần thứ 5 được tổ chức từ ngày 28 đến 31 tháng 10 năm 2010 tại Hà Nội, Việt Nam. Tổng thống Hàn Quốc Lee Myung-bak đến Việt Nam tham dự hội nghị này.

### Park Geun-hye
Nhận lời mời của chủ tịch nước Trương Tấn Sang. Từ ngày 7 đến 11 tháng 9 năm 2013, tổng thống Hàn Quốc Park Geun-hye sang thăm Việt Nam khi kết thúc Hội nghị thượng đỉnh G20 2013 tại Sankt-Peterburg (Nga). Chuyến bay chở bà đáp xuống sân bay Nội Bài vào khuya 7 tháng 9 và chiều hôm sau (8 tháng 9) bà đã tham dự buổi diễn Thời trang Áo dài - Hanbok tại Hà Nội. Sáng 9 tháng 9, lễ đón chính thức tổng thống Hàn Quốc Park Geun-hye diễn ra tại Phủ Chủ tịch. Cùng ngày, bà tham gia hội đàm và dự tiệc chiêu đãi của chủ tịch nước Trương Tấn Sang. Trong ngày, bà cũng đã viếng Lăng Chủ tịch Hồ Chí Minh.
Tổng thống Park Geun-hye cũng đã gặp Tổng Bí thư Nguyễn Phú Trọng, Thủ tướng Nguyễn Tấn Dũng, Chủ tịch Quốc hội Nguyễn Sinh Hùng để đàm phán về hợp tác giữa hai nước.
Sau đó, tổng thống Park Geun-hye đến thăm Thành phố Hồ Chí Minh, nơi có lượng kiều bào Hàn Quốc và doanh nghiệp Hàn Quốc đông đảo. Đồng thời gặp gỡ cộng đồng người Hàn Quốc tại Việt Nam.

### Moon Jae-in

#### Lần thứ nhất
Nhận lời mời của chủ tịch nước Trần Đại Quang và Phu nhân Nguyễn Thị Hiền, Tổng thống Hàn Quốc Moon Jae-in và Phu nhân Kim Jung-sook đã thăm chính thức Việt Nam từ 23 đến 24 tháng 3 năm 2017. Đây là chuyến thăm Việt Nam đầu tiên của Tổng thống Moon Jae-in kể từ khi ông nhậm chức.

#### Lần thứ hai
Hội nghị Cấp cao APEC lần thứ 29 được tổ chức từ ngày 10 đến 11 tháng 11 năm 2017 tại Đà Nẵng, Việt Nam. Tổng thống Hàn Quốc Moon Jae-in đến Việt Nam tham dự hội nghị này.

### Yoon Suk-yeol
Ngày 22 tháng 6 năm 2023, chuyên cơ chở Tổng thống Hàn Quốc Yoon Suk-yeol và Phu nhân Kim Keon-hee cùng Đoàn đại biểu Hàn Quốc đã hạ cánh xuống Sân bay Nội Bài (Hà Nội), bắt đầu chuyến thăm cấp Nhà nước tới Việt Nam từ ngày 22 tháng 6 đến ngày 24 tháng 6 năm 2023 theo lời mời của Chủ tịch nước Võ Văn Thưởng và Phu nhân Phan Thị Thanh Tâm. Chuyến thăm diễn ra trong bối cảnh quan hệ hai nước phát triển tốt đẹp.